# Eduardo Paes
Eduardo da Costa Paes (Río de Janeiro, 14 de noviembre del 1969) es un político brasileño afiliado al PSD, y es alcalde de Río de Janeiro desde el 31 de diciembre de 2020. Antes de pertenecer al PMDB fue miembro del PSDB, Partido del Frente Liberal, del Partido Laborista Brasileño y del Partido Verde.
En el 2006 se presentó a las elecciones a la gobernadoría de Río de Janeiro. Quedó en quinto lugar con el 5,33% de los votos.
En el 2008 se presentó a las elecciones a la alcaldía de Río de Janeiro, esta vez apoyado por el PMDB, resultando electo.
En 2020, se presentó a elecciones a la alcaldía de Río de Janeiro, resultando elegido con el 64,41 % de los votos en segunda vuelta. Venció al entonces alcalde Marcelo Crivella, que obtuvo el 35,90 % de votos.